# Ichtyophthiriose
Maladie des points blancs
L’Ichtyophthiriose ou maladie des points blancs est l'une des maladies les plus communes en aquarium. Elle est provoquée par le parasite Ichthyophthirius multifiliis, mais elle est en plus catastrophique pour les beaux spécimens dont la nageoire caudale est le plus souvent détériorée par l'apparition de ces « points blancs ».

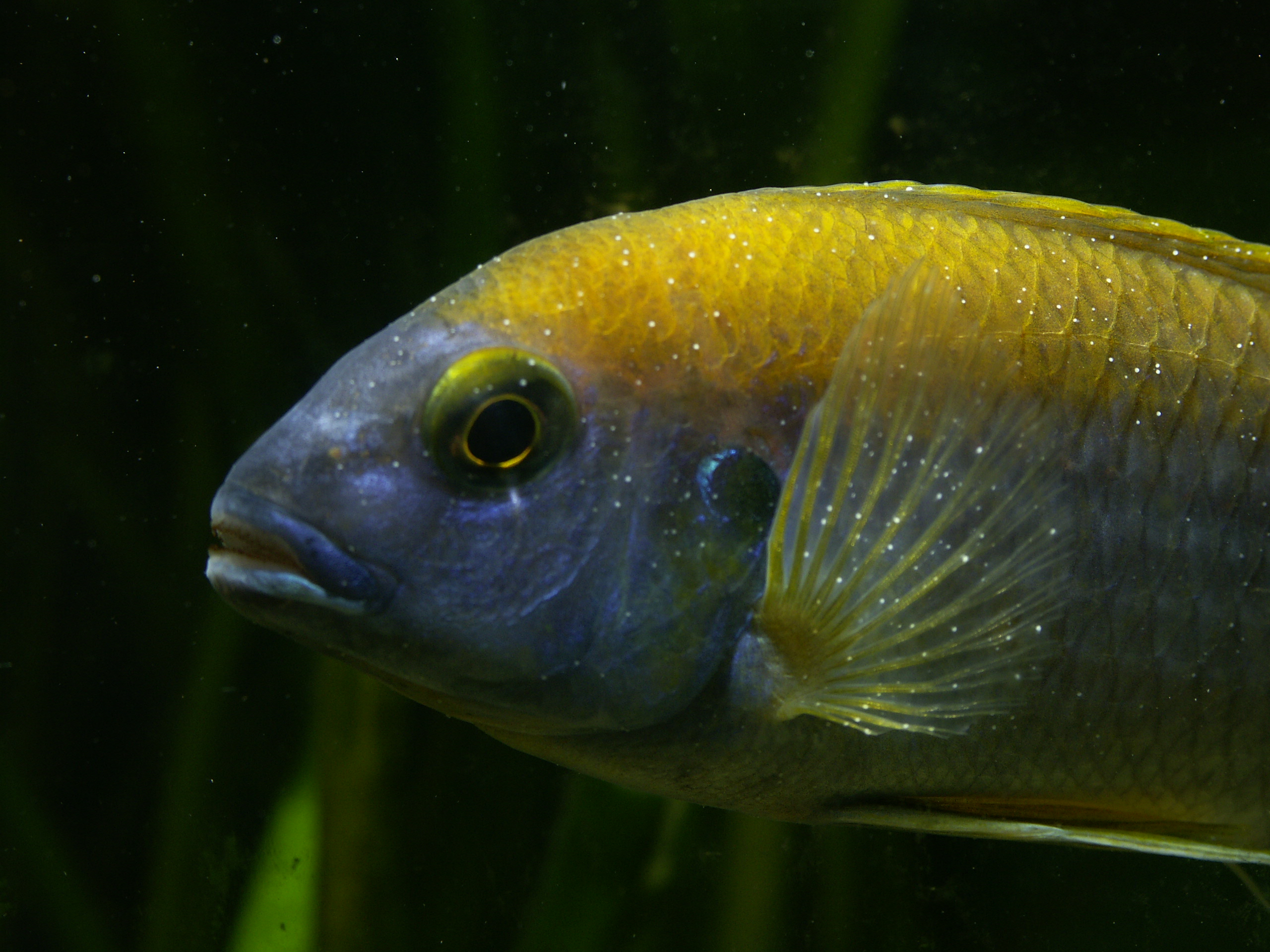
Cichlidé infecté par Ichthyophthirius multifiliis.

Les branchies des guppys, de petite taille, sont aussi rapidement détériorées par cet agent pathogène, entraînant en dernier lieu de graves problèmes respiratoires, puis la mort. Le traitement doit être effectué très rapidement. À une température de 27 °C, l'agent pathogène peut survivre durant 5 jours, et ce à l'intérieur du poisson (dans la peau où il se fixe), avant de tomber dans le fond du bac où il va alors commencer à se développer, à une vitesse record. Durant le 6e jour, les divisions successives peuvent donner 1 024 exemplaires d'agents infectieux, vivant 55 heures (3 jours et demi), ce qui représente une course contre-la-montre d'environ 10 jours, au-delà de laquelle le traitement devient plus que difficile. Il existe sur le marché bon nombre de traitements contre les points blancs, plus ou moins efficaces, mais la meilleure solution est de remplacer jusqu'à un tiers d'eau, avant le traitement (durant souvent une semaine s'il a été effectué à temps), de diminuer les quantités de nourriture pendant le traitement, et de nouveau remplacer un tiers d'eau après traitement. Il arrive parfois que des alevins nés dans un bac où une petite quantité d’Ichthyophtirius survivent à la maladie et deviennent résistants ; les générations suivantes peuvent conserver, assez rarement malgré tout, cette caractéristique. L'immunité peut aussi apparaître chez l'adulte si les poissons sont en bonne santé et correctement nourris.

## Traitement
Une augmentation de la température permet d'accélérer le cycle du parasite, et rend donc le traitement plus efficace. De nombreux traitements sont efficaces quand la maladie est prise à temps. Par exemple le Morenicol FMC-50, le vert de malachite, le bleu de méthylène, etc. donnent de bons résultats.